# Província de Puebla de los Ángeles
La Província de Puebla de los Ángeles va ser una de les províncies del virregnat de la Nova Espanya i, posterior a la independència, de l'efímer Primer Imperi Mexicà. El 1824 la província es va constituir com a estat integrant de la federació mexicana fins a l'actualitat. La capital era la ciutat homònima de Puebla de los Ángeles, en l'actualitat, Puebla de Zaragoza.